# Fabritius de Tengnagel
Fabritius de Tengnagel er en dansk brevadelsslægt, der stadig blomstrer.

## Våben
Firdelt med guld hjerteskjold, hvori fra hver side en af en sky kommende naturlig arm, svingende en hammer over en på grøn jord stående ambolt; i 1. felt tre tiltagende guld måner, 2, 1, i blåt; i 2. felt et rødt kors i guld, i 3. felt 3 sorte liljer, 2, 1, i sølv; i 4. felt et guldkors i blåt, deri 4 nedvendte sølv hestesko; hjelmen kronet med en sølv strudsfjer mellem 2 blå, yderst to guld. Skjoldholdere: 2 guldbevæbnede, sorte ørne med fravendt hoved.

## Historie
Vinhandler Herman Fabritius (1666-1729) havde sønnerne, hofagent Michael Fabritius (1697-1746) og handelsmand og etatsråd Gotthilf Just Fabritius (1703-1766).
Hofagent Michael Fabritius' ægte børn adledes 4. september 1778 med navnet Fabritius de Tengnagel: Konferensråd Conrad Alexander Fabritius de Tengnagel (1731-1805), Anna Elisabeth Fabritius de Tengnagel, gift baronesse Iselin (1735-1786) og kammerherre, generalkrigskommissær Michael Fabritius de Tengnagel (1739-1815) til Vejlegård.

### Michael Fabritius de Tengnagels afkom
Michael Fabritius de Tengnagel var gift med Adolphine de Leth (1746-1797), datter af generalløjtnant Mathias de Leth til Sanderumgård. Hans afkom på sværdsiden er uddød. Han havde følgende børn:
1. Anna Maria Fabritius de Tengnagel (19. november 1765 i Odense – 17. maj 1835 på Nordskov), gift med Frederik Jørgen Sehested (1761-1849)
2. Cathrine Hedevig Fabritius de Tengnagel (19. oktober 1768 i Odense – 21. august 1850), gift med 	Lars von Benzon til Neese og Marienhof (1765-1823)
3. Mathias Leth Fabritius de Tengnagel (1770-1859), officer og fideikommisbesidder
4. Conradine Johanne Erikke Fabritius de Tengnagel (16. maj 1772 på Vejlegård – 29. marts 1862 i København), gift med Hartvig Gottfried von Barner (1763-1811)
5. Adolph Neuberg Fabritius de Tengnagel (1774-1863)
6. Elisabeth Reinhardine Rosalie Fabritius de Tengnagel (11. juli 1775 på Vejlegård – 20. august 1856 i København), gift med viceadmiral Hans Lindholm
7. Constance Henriette Fabritius de Tengnagel (13. april 1777 på Vejlegård – 14. marts 1827), gift med Carl Frederik Steensen-Leth (1774-1825)
8. Adolphine Vilhelmine Frederikke Fabritius de Tengnagel (28. august 1778 på Vejlegård – 25. januar 1816 i Sorø)
9. Frederik Michael Ernst Fabritius de Tengnagel (1781-1849), kunstmaler og krigsråd
10. Johan Frederik Fabritius de Tengnagel (oktober 1785 på Vejlegård – ?)

### Conrad Alexander Fabritius de Tengnagels afkom
Den ældre broder, konferensråd Conrad Alexander Fabritius de Tengnagel, var gift med Debora de Kloppenbourg. De havde afkom:
1. Michael Peter Fabritius de Tengnagel (1. marts 1759 – 1810)
2. Carl Frederik Fabritius de Tengnagel (11. april 1762 – 7. februar 1824)

Michael Peter Fabritius de Tengnagel (1759-1810) var gift med Laurentze Hersleb (1761-1808), datter af, borgmester i København, konferensråd Hans Christopher Hersleb. Børn:
1. Debora Fabritius de Tengnagel (1784-1804)
2. Conrad Alexander Fabritius de Tengnagel (1785-1815)
3. Magdalene Cathrine Fabritius de Tengnagel (1786-1811)
4. Hans Christoffer Fabritius de Tengnagel (1789-)
5. Peter Ludvig Fabritius de Tengnagel (1792-1874)

Bogtrykker Peter Ludvig Fabritius de Tengnagel (1792-1874) havde i ægteskab med Sophia Amalie Trolle (1799-1882, ikke af den adelige slægt) børnene:
1. Emma Amalie Fabritius de Tengnagel
2. Anina Conradine Fabritius de Tengnagel
3. Conrad Alexander Fabritius de Tengnagel (1836-1926), stiftamtmand
4. Harald Arnold Fabritius de Tengnagel

### Anna Elisabeth Fabritius de Tengnagels afkom
Anna Elisabeth Fabritius de Tengnagel (1735-1786) var gift:
1. 1752 med friherre Reinhard Iselin til Iselingen og Rosenfeldt,
2. 1783 med generalløjtnant Johan Frederik Classen til Corselitze,

og erigerede 30. august 1781 stamhusene Iselingen, af hartkorn 815 tønder land, i forbindelse med en fideikommiskapital på 50.000 Rdl., og Rosenfeldt, af hartkorn 770 tønder, tilligemed en fideikommiskapital på 50.000 Rdl., for hendes døtre:
1. Marie Margarethe baronesse Iselin (1756-1814), gift 1776 med rigsgreve Christian Frederik Ernst Rantzau, kammerherre, hofjægermester
2. Anna Elisabeth baronesse Iselin (1760-1805), gift med Pierre Antoine Gérard Bosc de la Calmette til Marienborg og Liselund, amtmand, kammerherre, gehejmeråd

og afkom med agnatisk‑kognatisk succession. Begge stamhuse substitueredes efter bevilling af 14. januar 1803 med fideikommiskapitaler.